# Vaudéville
Ne doit pas être confondu avec Vaudeville.
Vaudéville est une commune française située dans le département des Vosges, en région Grand Est.

## Géographie

### Localisation
Vaudéville — qu'un accent aigu distingue de Vaudeville en Meurthe-et-Moselle — est une petite commune rurale située au nord-est d'Épinal, à l'écart des axes principaux de circulation.
Le territoire de la commune est limitrophe de ceux de trois communes :
|           | Sercœur    |           |
|           | Vaudéville |           |
| Longchamp |            | Aydoilles |

### Hydrographie et les eaux souterraines
Hydrogéologie et climatologie : Système d’information pour la gestion des eaux souterraines du bassin Rhin-Meuse :
Territoire communal : Occupation du sol (Corinne Land Cover); Cours d'eau (BD Carthage),
Géologie : Carte géologique; Coupes géologiques et techniques,
 Hydrogéologie : Masses d'eau souterraine; BD Lisa; Cartes piézométriques.
La commune est située dans le bassin versant du Rhin au sein du bassin Rhin-Meuse. Elle est drainée par le ruisseau de Prayis et le ruisseau de Vaudeville,.

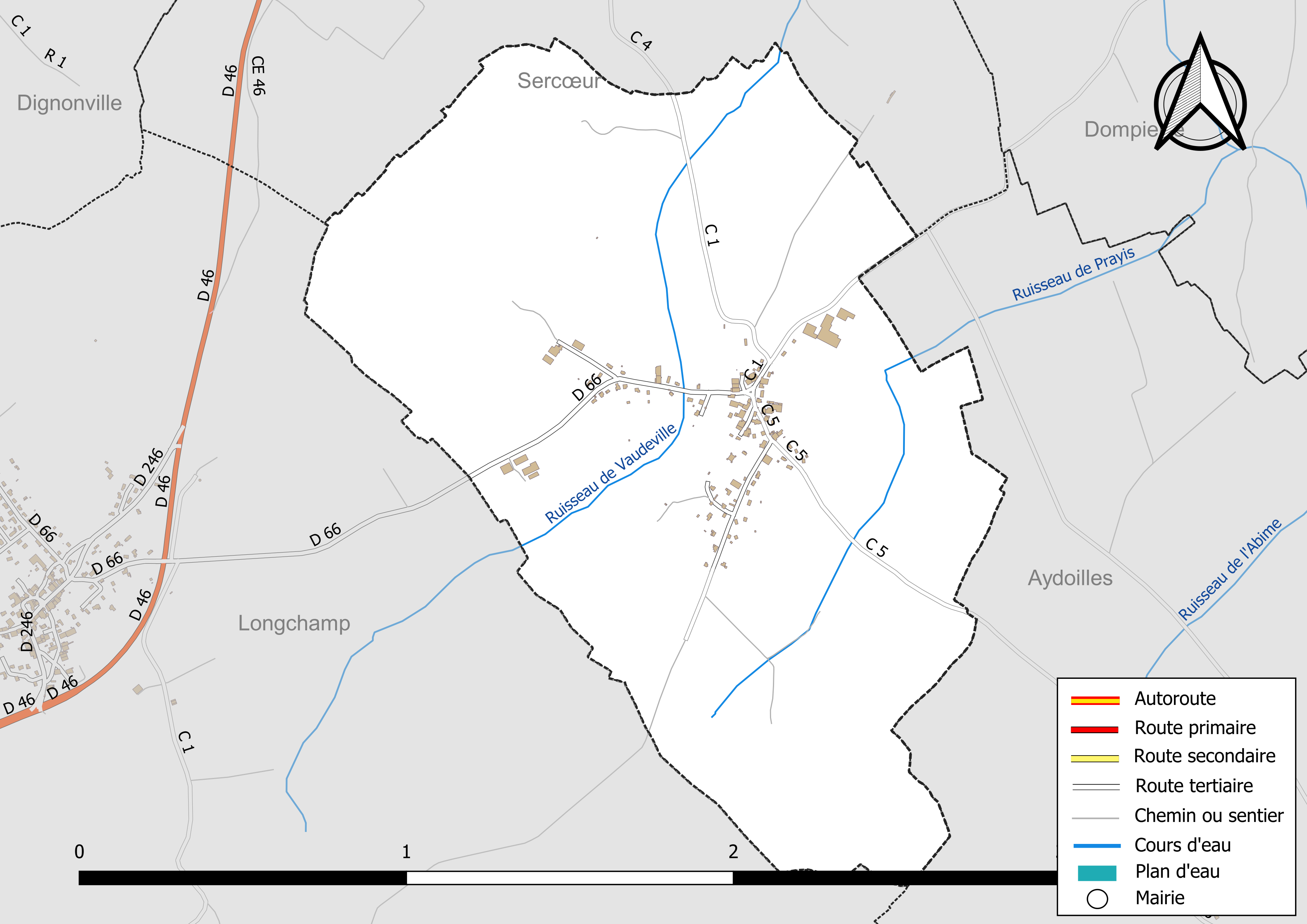
Réseaux hydrographique et routier de Vaudéville.

La qualité des cours d’eau peut être consultée sur un site dédié géré par les agences de l’eau et l’Agence française pour la biodiversité.

### Climat
Pour des articles plus généraux, voir Climat du Grand Est et Climat des Vosges.
En 2010, le climat de la commune est de type climat de montagne, selon une étude du Centre national de la recherche scientifique s'appuyant sur une série de données couvrant la période 1971-2000. En 2020, Météo-France publie une typologie des climats de la France métropolitaine dans laquelle la commune est exposée à un climat semi-continental et est dans une zone de transition entre les régions climatiques « Lorraine, plateau de Langres, Morvan » et « Vosges ». 
Pour la période 1971-2000, la température annuelle moyenne est de 9,3 °C, avec une amplitude thermique annuelle de 16,8 °C. Le cumul annuel moyen de précipitations est de 966 mm, avec 12,9 jours de précipitations en janvier et 10,4 jours en juillet. Pour la période 1991-2020, la température moyenne annuelle observée sur la station météorologique de Météo-France la plus proche, « Épinal », sur la commune de Dogneville à 6 km à vol d'oiseau, est de 10,3 °C et le cumul annuel moyen de précipitations est de 907,0 mm. 
La température maximale relevée sur cette station est de 39,3 °C, atteinte le 25 juillet 2019 ; la température minimale est de −18,9 °C, atteinte le 12 janvier 1987,,. 
Les paramètres climatiques de la commune ont été estimés pour le milieu du siècle (2041-2070) selon différents scénarios d'émission de gaz à effet de serre à partir des nouvelles projections climatiques de référence DRIAS-2020. Ils sont consultables sur un site dédié publié par Météo-France en novembre 2022.

## Urbanisme

### Typologie
Au 1er janvier 2024, Vaudéville est catégorisée commune rurale à habitat dispersé, selon la nouvelle grille communale de densité à sept niveaux définie par l'Insee en 2022.
Elle est située hors unité urbaine. Par ailleurs la commune fait partie de l'aire d'attraction d'Épinal, dont elle est une commune de la couronne,. Cette aire, qui regroupe 118 communes, est catégorisée dans les aires de 50 000 à moins de 200 000 habitants,.

### Occupation des sols
L'occupation des sols de la commune, telle qu'elle ressort de la base de données européenne d’occupation biophysique des sols Corine Land Cover (CLC), est marquée par l'importance des territoires agricoles (62,4 % en 2018), en diminution par rapport à 1990 (70,6 %). La répartition détaillée en 2018 est la suivante : 
terres arables (37,5 %), forêts (29,4 %), prairies (24,8 %), zones urbanisées (8,2 %). L'évolution de l’occupation des sols de la commune et de ses infrastructures peut être observée sur les différentes représentations cartographiques du territoire : la carte de Cassini (XVIIIe siècle), la carte d'état-major (1820-1866) et les cartes ou photos aériennes de l'IGN pour la période actuelle (1950 à aujourd'hui).

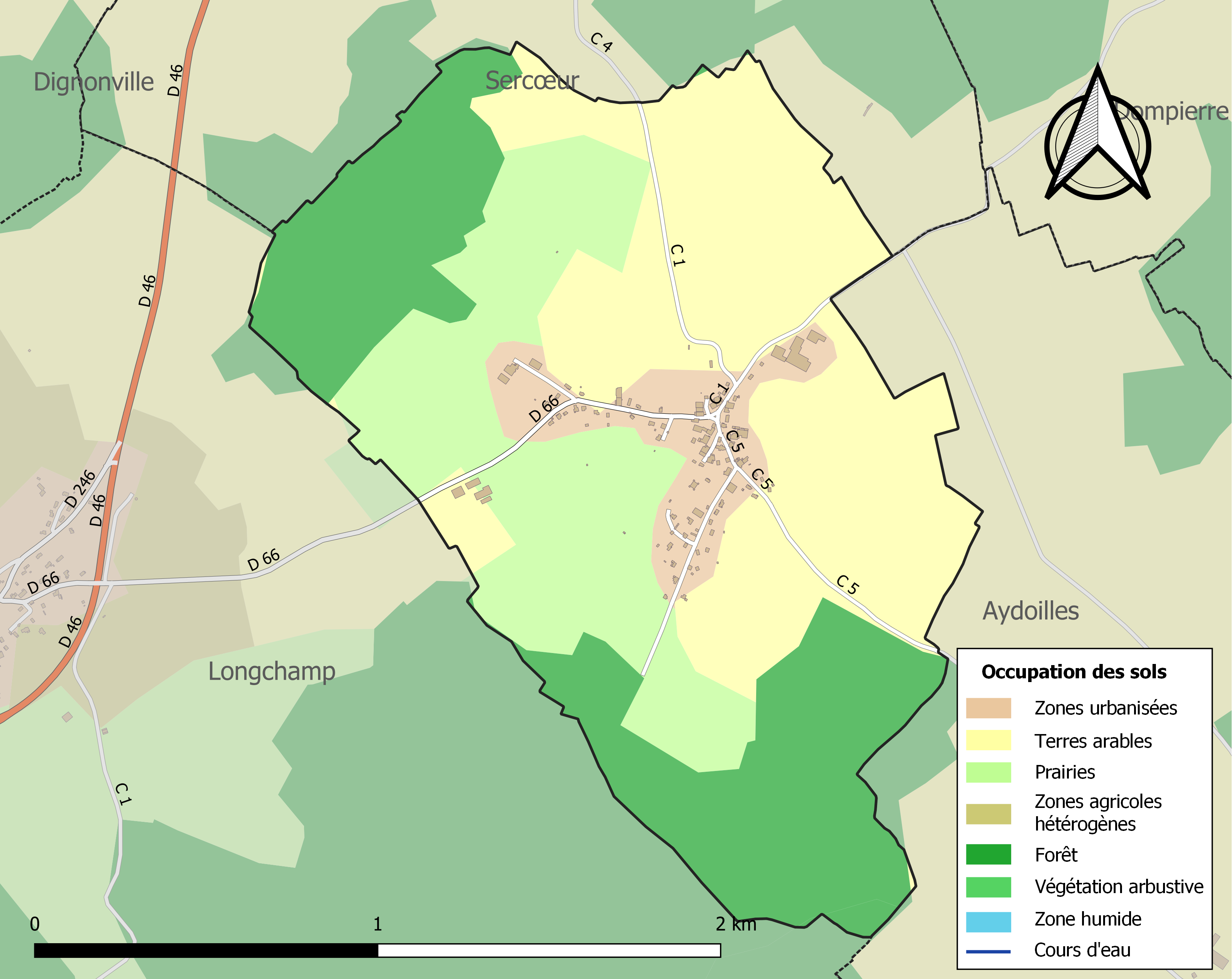
Carte des infrastructures et de l'occupation des sols de la commune en 2018 (CLC).

## Toponymie
Le nom de la localité est attesté sous les formes ? W. de Waldinivilla (XIe ou XIIe siècle) ; Waideville (1309) ; Waudeville (1374) ; Waudenville (1434) ; Vaudenville (1504) ; Vaudeville (1507) ; Vaudainville (1594) ; Vadeville (1643) ; Vaudeville-lès-Longchamp (1779).

Le nom de Vaudéville viendrait du prénom masculin germanique Wald auquel a été ajouté le suffixe -inus et villa. Ainsi, on retrouve Waldinivilla au xie siècle et xiie siècle.

## Histoire
Le château de Crèvecœur a été construit au xvie siècle. Thérèse-Angélique  de Lignéville et son époux Charles Louis, marquis de Lenoncourt et de Blainville y ont habité au xviiie siècle.
Depuis 1574, la commune a toujours fait partie du bailliage ou canton d'Épinal. Au xviiie siècle, Parisot Grandmaire, prévôt d'Épinal, détient en partie la seigneurie de Vaudéville. L'église fut construite en 1725 ; l'école et la mairie, en 1829.
S'il n'y a pas de site ou monument historique protégé sur le territoire de la commune, cependant, dans un rayon de trente kilomètres autour de Vaudéville sont classés par un comité de l'Unesco sur la liste du patrimoine mondial : d'une part, les places Stanislas, de la Carrière et d'Alliance à Nancy et d'autre part certains des sites funéraires et mémoriels de la Première Guerre mondiale.

## Politique et administration

### Découpage territorial

#### Commune et intercommunalités
Vaudéville fait partie de la communauté d'agglomération d'Épinal.

### Élections municipales et communautaires

#### Liste des maires
| Période                                  | Période   | Identité         | Étiquette | Qualité                                                      |
| ---------------------------------------- | --------- | ---------------- | --------- | ------------------------------------------------------------ |
| Les données manquantes sont à compléter. |           |                  |           |                                                              |
| ?                                        | 1944      | Emile Claudin    |           | Déclaré démissionnaire d'office par le Gouvernement de Vichy |
| mars 2001                                | mars 2014 | Frédéric Laporte |           |                                                              |
| mars 2014                                | En cours  | Pascal Hauller   |           |                                                              |

### Budget et fiscalité 2022

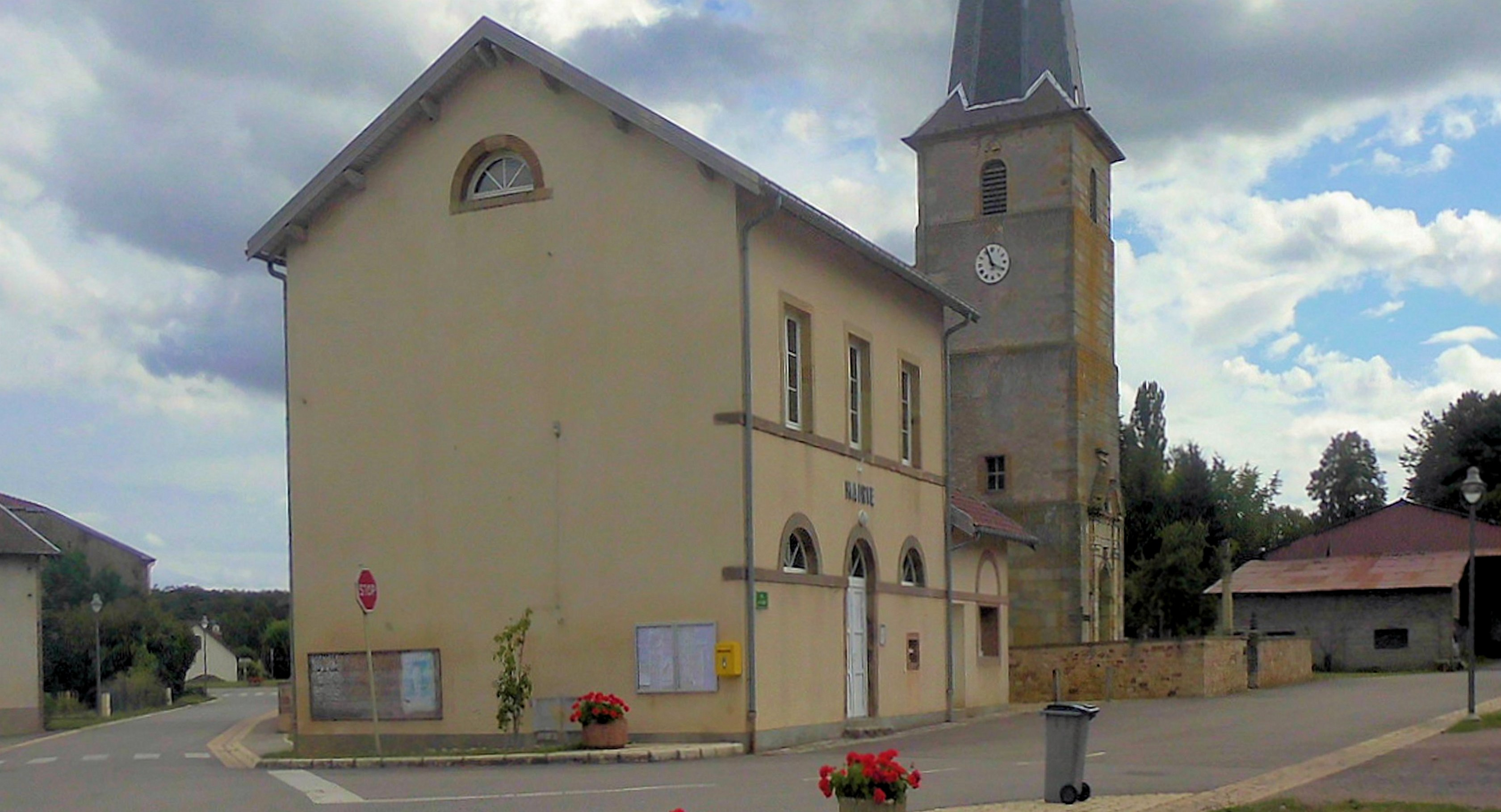
La mairie.

En 2022, le budget de la commune était constitué ainsi :
- total des produits de fonctionnement : 123 000 €, soit 671 € par habitant ;
- total des charges de fonctionnement : 89 000 €, soit 487 € par habitant ;
- total des ressources d'investissement : 70 000 €, soit 382 € par habitant ;
- total des emplois d'investissement : 39 000 €, soit 213 € par habitant ;
- endettement : 5 000 €, soit 25 € par habitant.

Avec les taux de fiscalité suivants :
- taxe d'habitation : 13,03 % ;
- taxe foncière sur les propriétés bâties : 39,19 % ;
- taxe foncière sur les propriétés non bâties : 9,65 % ;
- taxe additionnelle à la taxe foncière sur les propriétés non bâties : 0,00 % ;
- cotisation foncière des entreprises : 0,00 %.

Chiffres clés Revenus et pauvreté des ménages en 2021 : médiane en 2021 du revenu disponible, par unité de consommation : 24 720 €.

## Population et société

### Démographie
L'évolution du nombre d'habitants est connue à travers les recensements de la population effectués dans la commune depuis 1793. Pour les communes de moins de 10 000 habitants, une enquête de recensement portant sur toute la population est réalisée tous les cinq ans, les populations de référence des années intermédiaires étant quant à elles estimées par interpolation ou extrapolation. Pour la commune, le premier recensement exhaustif entrant dans le cadre du nouveau dispositif a été réalisé en 2005.

En 2022, la commune comptait 195 habitants, en évolution de +17,47 % par rapport à 2016 (Vosges : −2,96 %, France hors Mayotte : +2,11 %).
| 1793 | 1800 | 1806 | 1821 | 1831 | 1836 | 1841 | 1846 | 1856 |
| ---- | ---- | ---- | ---- | ---- | ---- | ---- | ---- | ---- |
| 149  | 150  | 149  | 178  | 175  | 187  | 193  | 191  | 183  |

| 1861 | 1866 | 1876 | 1881 | 1886 | 1891 | 1896 | 1901 | 1906 |
| ---- | ---- | ---- | ---- | ---- | ---- | ---- | ---- | ---- |
| 169  | 175  | 179  | 157  | 140  | 122  | 114  | 104  | 91   |

| 1911 | 1921 | 1926 | 1931 | 1936 | 1946 | 1954 | 1962 | 1968 |
| ---- | ---- | ---- | ---- | ---- | ---- | ---- | ---- | ---- |
| 106  | 86   | 92   | 89   | 80   | 80   | 68   | 76   | 64   |

| 1975 | 1982 | 1990 | 1999 | 2005 | 2006 | 2010 | 2015 | 2020 |
| ---- | ---- | ---- | ---- | ---- | ---- | ---- | ---- | ---- |
| 62   | 100  | 132  | 147  | 169  | 177  | 167  | 164  | 185  |

| 2022 | - | - | - | - | - | - | - | - |
| ---- | - | - | - | - | - | - | - | - |
| 195  | - | - | - | - | - | - | - | - |

### Enseignement
Établissements d'enseignements : 
- Les écoles maternelles et primaires les plus proches se trouvent dans les communes voisines, telles Aydoilles, Longchamp (Vosges) ou Sercœur.
- Les collèges et lycées les plus proches se trouvent quant à eux à Épinal.

### Santé
Professionnels et établissements de santé :
- Médecins à Sercoeur, Deyvillers, Dogneville, Chavelot, Épinal.
- Pharmacies à Deyvillers, Dogneville, Épinal.
- Hôpitaux à Épinal, Golbey, Thaon-les-Vosges, Bruyères.

### Cultes
- Culte catholique, Paroisse Sainte-Thérèse-du-Durbion[27], Diocèse de Saint-Dié.

## Économie

### Entreprises et commerces

#### Agriculture
- Culture de céréales, de légumineuses et de graines oléagineuses.
- Culture et élevage associés.

#### Tourisme
- Hébergements et restauration à Rugney, Goviller, Vincey, Mirecourt, Rouvres-en-Xaintoix.

#### Commerces
- Commerces et services de proximité.

## Culture locale et patrimoine

### Lieux et monuments

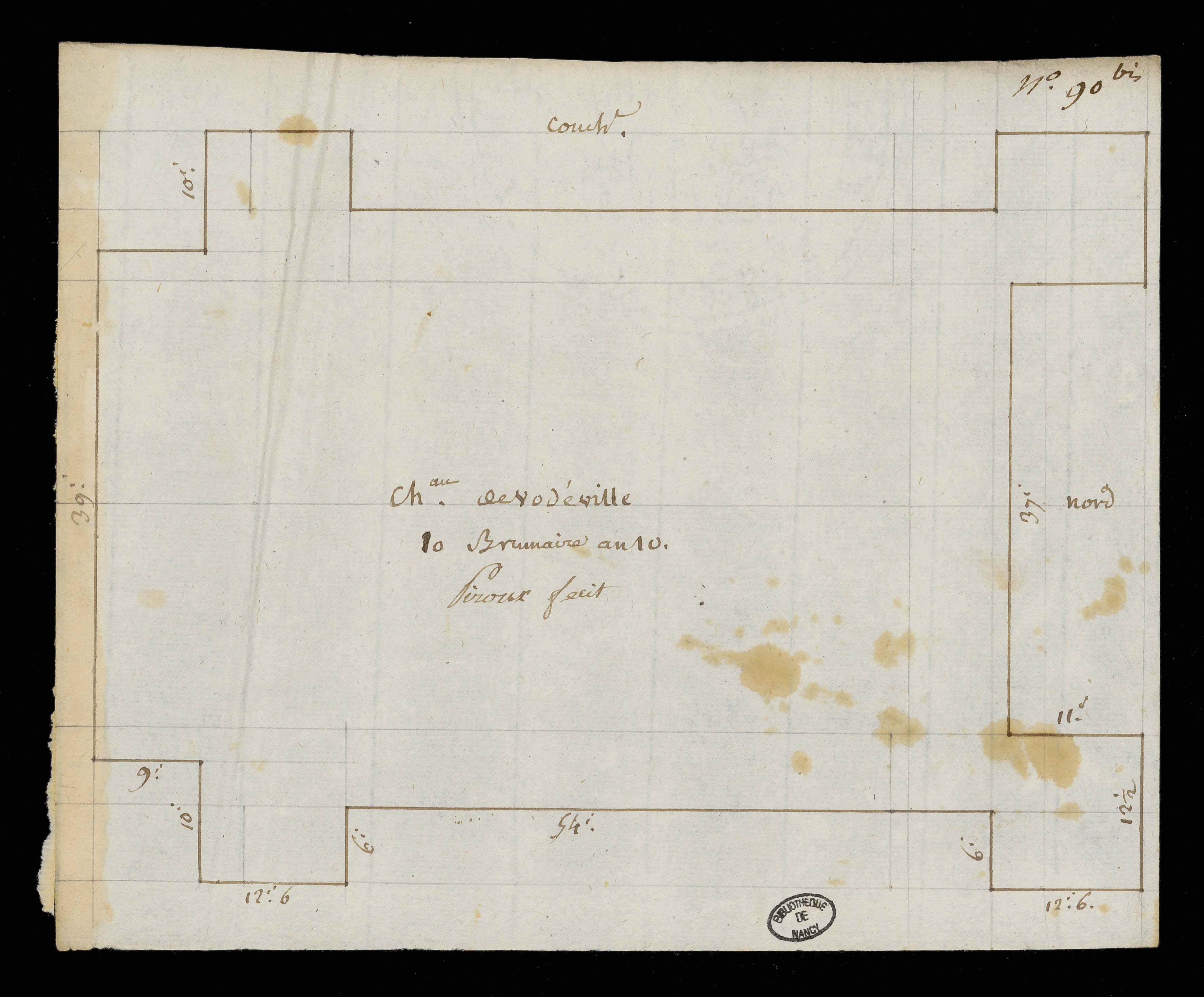
Plan du château de Vaudéville en 1801.
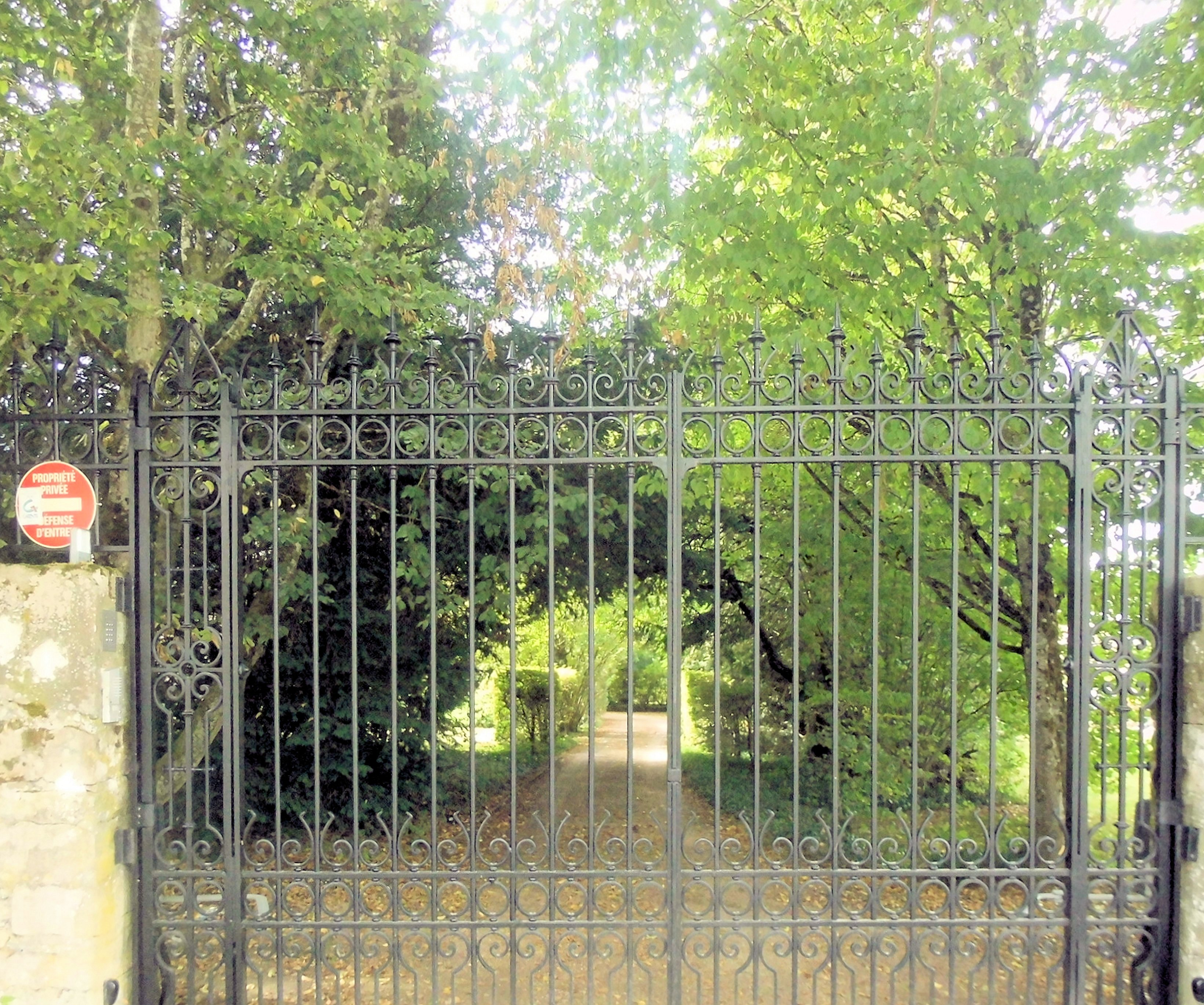
Porte d'entrée verrouillée du Château de Crèvecœur (propriété privée).
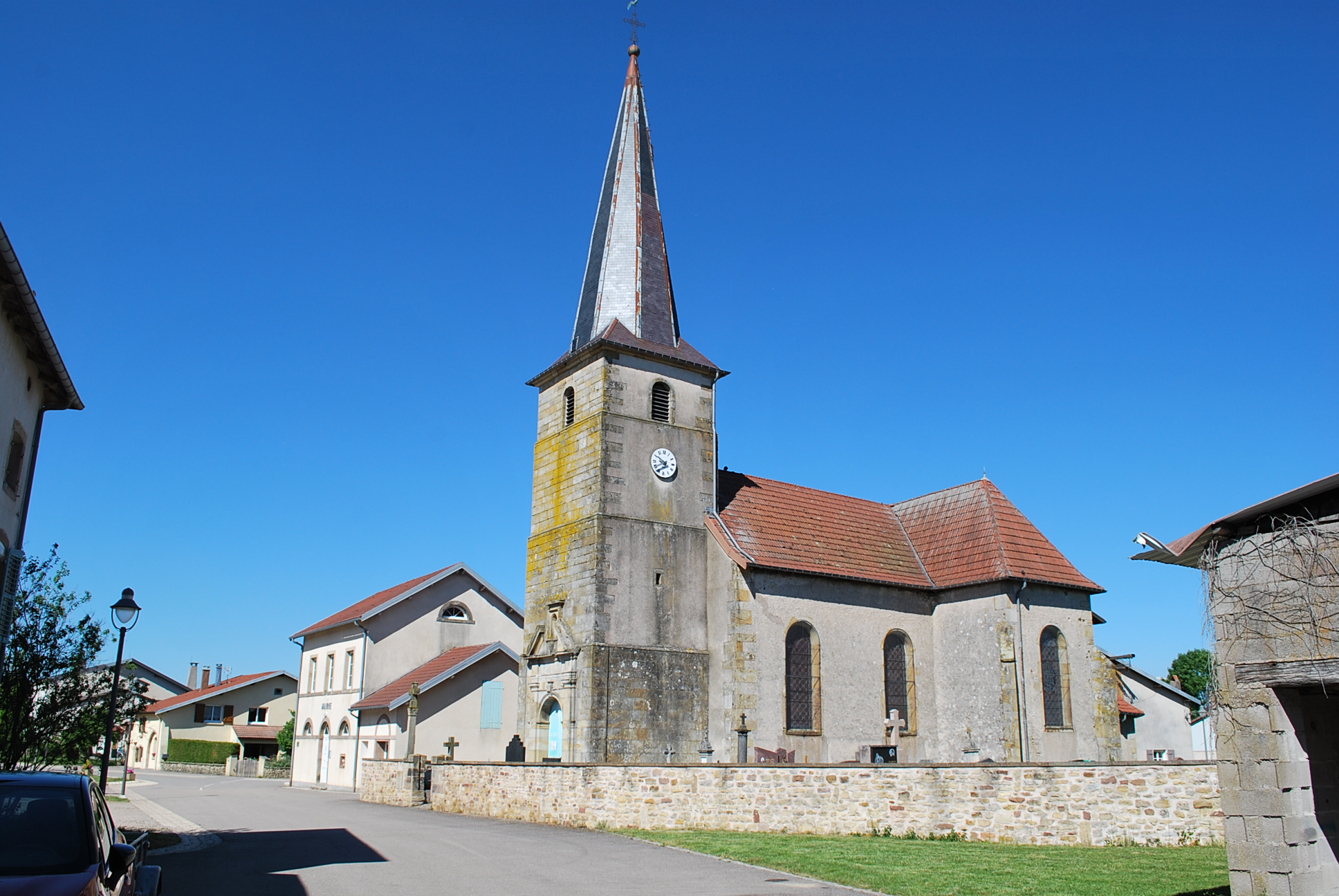
Église Saint Quirin.

- Château de Crèvecœur (XVIe siècle), inscrit sur l'inventaire supplémentaire des monuments historiques, par arrêté du 25 février 1974[28], propriété privée[29].
- Église Saint-Quirin (1725), qui a bénéficié du soutien de la Fondation pour la sauvegarde de l'art français[30].

### Personnalités liées à la commune
- Le graveur André Jacquemin (1904-1992) a vécu dans le village entre 1936 et 1946. Il y a terminé l'illustration de La Colline inspirée et réalisé de nombreuses gravures illustrant le caractère de Vaudéville. Il faisait également profiter les habitants de ses compétences d'infirmier.

### Héraldique
| Blason de Vaudéville | Blason  | Parti: au 1er de gueules au lion d'or, au 2e coupé, au I d'argent au sapin de sinople fûté de tenné, au II d'azur au casque romain d'or. |
| Blason de Vaudéville | Détails | Création Jean-François Binon. |

## Pour approfondir